# Uruguay megye
Uruguay egy megye Argentínában, Entre Ríos tartományban. A megye székhelye Concepción del Uruguay.

## Települések
Önkormányzatok és települések (Municipios)
- - Basavilbaso
  - Concepción del Uruguay
  - Caseros
  - Colonia Elía
  - Herrera
  - Primero de Mayo
  - Pronunciamiento
  - San Justo
  - Santa Anita
  - Villa Mantero

Vidéki központok ( centros rurales de población)
- - San Cipriano
  - San Marcial
  - Estación Líbaros
  - Las Moscas
  - Los Ceibos
  - Rocamora
  - Santa Ana